# Tony Morgan (skipper)
Pour les articles homonymes, voir Tony Morgan (artiste) et Morgan.
Arthur William Crawford Morgan dit Tony Morgan est un skipper britannique né le 24 août 1931 à Rochford, Essex, Angleterre et mort le 9 avril 2024.

## Carrière
Tony Morgan obtient une médaille d'argent olympique de voile en classe Flying Dutchman avec Keith Musto aux Jeux olympiques d'été de 1964 de Tokyo à bord de Lady C.